# Land- und Stadtgericht Barten
Das Land- und Stadtgericht Barten war von 1823 bis 1849 ein preußisches Land- und Stadtgericht mit Sitz in Barten.

## Geschichte
Das Land- und Stadtgericht Barten wurde 1823 aus dem Stadtgericht Barten und Teilen des Justizamts Rastenburg gebildet. Es war ein Gericht 2. Klasse im Sprengel des Oberlandesgerichts Königsberg.
1837 umfasste der Gerichtsbezirk die Stadt Barten mit 1533 Gerichtseingesessenen und 12 Ortschaften mit 1355 Gerichtseingesessenen (zusammen also 2888 Gerichtseingesessene). Der Sprengel bestand aus: Amt Barten mit Mühle, Försterei Damerau, Freudenberg mit Waldhaus, Meistersfelde, Milchbude, Köllmisch Plienkeim, Taberwiese. Daneben verwaltete das Gericht die Patrimonialgerichte Bannaskeim mit dem Vorwerk Heinrichshöfen, Jankenwalde, Klein-Küstheim und Wickerau. Am Gericht waren ein Stadt- und Landrichter und zwei weitere Mitarbeiter beschäftigt.
Nach der Märzrevolution wurden 1849 einheitlich Kreisgerichte gebildet. In Barten entstand so die Gerichtskommissionen Barten des Kreisgerichts Rössel.